# Bürgermeisterwahlen in Sachsen 2017
Bürgermeisterwahlen fanden 2017 in Sachsen in 25 sächsischen Städten und Gemeinden statt. Dabei wurden 14 Bürgermeister im Amt bestätigt und 2 abgewählt.

Von der CDU gehalten
Von der CDU hinzugewonnen
Von WV/EB gehalten
Von WV/EB hinzugewonnen

| ← 2016 | Wahljahr 2017 | 2018 → |

## Wahlstatistik
| Vorschlag | Anzahl |                    | Bürgermeister | Anzahl |
| CDU       | 10     | - wiedergewählt    | 14            |        |
| WV, EB    | 15     | - abgewählt        | 2             |        |
| gesamt    | 25     | - nicht kandidiert | 9             |        |

## Wahlergebnisse

### Landkreis Bautzen
Im Landkreis Bautzen fanden in fünf Kommunen Wahlen statt. Diese sind im Folgenden aufgelistet. In keiner Kommune waren zwei Wahlgänge notwendig. Das entscheidende Wahlergebnis ist markiert.
Gewählte Bewerber:
- CDU: 2
- Einzelbewerber/Bürgerinitiativen: 3
- Amtsinhaber wiedergewählt: 2
- Amtsinhaber abgewählt: 0
- Amtsinhaber nicht angetreten: 3

Namen von Amtsinhabern sind fett ausgezeichnet.
| Wahltermin    | Gemeinde               | Bewerber             | Vorschlag        | Ergebnis (in %) | vorherige | nächste                   |
| ------------- | ---------------------- | -------------------- | ---------------- | --------------- | --------- | ------------------------- |
| 5. März       | Spreetal Sprjewiny Doł | Manfred Heine        | Heine            | 96,5            | ← 2010    | 2024 →                    |
| 5. März       | Spreetal Sprjewiny Doł | Einzelvorschläge     | Einzelvorschläge | 3,5             | ← 2010    | 2024 →                    |
| 3. September  | Großnaundorf           | Christian Rammer     | Rammer           | 96,3            | ← 2010    | 2024 →                    |
| 3. September  | Großnaundorf           | Einzelvorschläge     | Einzelvorschläge | 3,7             | ← 2010    | 2024 →                    |
| 24. September | Frankenthal            | Janine Bansner       | CDU              | 60,3            | ← 2015    | 2024 →                    |
| 24. September | Frankenthal            | Katilyn Lippl        | SPD              | 39,7            | ← 2015    | 2024 →                    |
| 24. September | Rammenau               | Andreas Langhammer   | IfR              | 60,7            | ← 2015    | 2024 →                    |
| 24. September | Rammenau               | Heidrun Jana Simmert | VfR              | 39,3            | ← 2015    | 2024 →                    |
| 24. September | Schönteichen           | Maik Weise           | CDU              | 63,6            | ← 2010    | Auflösung 2018 (Kamenz) → |
| 24. September | Schönteichen           | Elke Altmann         | Altmann          | 20,1            | ← 2010    | Auflösung 2018 (Kamenz) → |
| 24. September | Schönteichen           | Albrecht Richter     | Richter          | 16,3            | ← 2010    | Auflösung 2018 (Kamenz) → |

### Erzgebirgskreis
Im Erzgebirgskreis fanden in drei Kommunen Wahlen statt. Diese sind im Folgenden aufgelistet. In keiner Kommune waren zwei Wahlgänge notwendig. Das entscheidende Wahlergebnis ist markiert.
Gewählte Bewerber:
- CDU: 1
- Einzelbewerber/Bürgerinitiativen: 2
- Amtsinhaber wiedergewählt: 2
- Amtsinhaber abgewählt: 0
- Amtsinhaber nicht angetreten: 1

Namen von Amtsinhabern sind fett ausgezeichnet.
| Wahltermin  | Gemeinde          | Bewerber           | Vorschlag        | Ergebnis (in %) | vorherige | nächste |
| ----------- | ----------------- | ------------------ | ---------------- | --------------- | --------- | ------- |
| 19. März    | Drebach           | Jens Haustein      | CDU              | 97,9            | ← 2010    | 2024 →  |
| 19. März    | Drebach           | Einzelvorschläge   | Einzelvorschläge | 2,1             | ← 2010    | 2024 →  |
| 18. Juni    | Niederwürschnitz  | Steffen Kaddereit  | Linke            | 18,2            | ← 2015    | 2024 →  |
| 18. Juni    | Niederwürschnitz  | Matthias Anton     | Anton            | 57,6            | ← 2015    | 2024 →  |
| 18. Juni    | Niederwürschnitz  | Dr. Uwe Landmann   | Dr. Landmann     | 24,1            | ← 2015    | 2024 →  |
| 5. November | Stollberg/Erzgeb. | Marcel Schmidt     | FWU              | 64,8            | ← 2010    | 2024 →  |
| 5. November | Stollberg/Erzgeb. | Raphael Jenatschke | CDU              | 35,2            | ← 2010    | 2024 →  |

### Landkreis Görlitz
Im Landkreis Görlitz fanden in drei Kommunen Wahlen statt. Diese sind im Folgenden aufgelistet. In keiner Kommune waren zwei Wahlgänge notwendig. Das entscheidende Wahlergebnis ist markiert.
Gewählte Bewerber:
- CDU: 1
- Einzelbewerber/Bürgerinitiativen: 2
- Amtsinhaber wiedergewählt: 2
- Amtsinhaber abgewählt: 0
- Amtsinhaber nicht angetreten: 1

Namen von Amtsinhabern sind fett ausgezeichnet.
| Wahltermin    | Gemeinde                  | Bewerber         | Vorschlag          | Ergebnis (in %) | vorherige | nächste |
| ------------- | ------------------------- | ---------------- | ------------------ | --------------- | --------- | ------- |
| 24. September | Rietschen Rěčicy          | Ralf Brehmer     | Brehmer            | 92,0            | ← 2010    | 2024 →  |
| 24. September | Rietschen Rěčicy          | Einzelvorschläge | Einzelvorschläge   | 8,0             | ← 2010    | 2024 →  |
| 24. September | Trebendorf Trjebin        | Ariane Kraink    | Wir für Trebendorf | 47,1            | ← 2010    | 2023 →  |
| 24. September | Trebendorf Trjebin        | Waldemar Locke   | CDU                | 52,9            | ← 2010    | 2023 →  |
| 24. September | Weißwasser/O.L. Běła Woda | Torsten Pötzsch  | KLARTEXT           | 51,2            | ← 2010    | 2024 →  |
| 24. September | Weißwasser/O.L. Běła Woda | Rico Jung        | Jung               | 48,8            | ← 2010    | 2024 →  |

### Landkreis Meißen
Im Landkreis Meißen fanden in drei Kommunen Wahlen statt. Diese sind im Folgenden aufgelistet. In einer Kommune waren zwei Wahlgänge notwendig. Das entscheidende Wahlergebnis ist markiert.
Gewählte Bewerber:
- CDU: 1
- Einzelbewerber/Bürgerinitiativen: 2
- Amtsinhaber wiedergewählt: 1
- Amtsinhaber abgewählt: 1
- Amtsinhaber nicht angetreten: 1

Namen von Amtsinhabern sind fett ausgezeichnet.
| 1. Wahlgang   | 1. Wahlgang | 1. Wahlgang     | 1. Wahlgang | 1. Wahlgang     | 2. Wahlgang | 2. Wahlgang     | vorherige | nächste |
| ------------- | ----------- | --------------- | ----------- | --------------- | ----------- | --------------- | --------- | ------- |
| Wahltermin    | Gemeinde    | Bewerber        | Vorschlag   | Ergebnis (in %) | Wahltermin  | Ergebnis (in %) | ← 2010    | 2022 →  |
| 7. Mai        | Niederau    | Steffen Sang    | Sang        | 65,2            |             |                 | ← 2010    | 2022 →  |
| 7. Mai        | Niederau    | Thomas Claus    | Claus       | 34,8            |             |                 | ← 2010    | 2022 →  |
| 24. September | Ebersbach   | Falk Hentschel  | CDU         | 49,6            | 8. Oktober  | 66,2            | ← 2010    | 2024 →  |
| 24. September | Ebersbach   | Roland Drobisch | FW          | 26,9            | 8. Oktober  | 30,1            | ← 2010    | 2024 →  |
| 24. September | Ebersbach   | René Müller     | FDP         | 5,1             | 8. Oktober  | 3,6             | ← 2010    | 2024 →  |
| 24. September | Ebersbach   | Christian Reck  | AfD         | 4,8             | 8. Oktober  | n. k.           | ← 2010    | 2024 →  |
| 24. September | Ebersbach   | Simone Müller   | Müller      | 4,0             | 8. Oktober  | n. k.           | ← 2010    | 2024 →  |
| 24. September | Ebersbach   | Mirko Stelzner  | Stelzner    | 9,6             | 8. Oktober  | n. k.           | ← 2010    | 2024 →  |
| 5. November   | Priestewitz | Susann Frentzen | Frentzen    | 15,9            |             |                 | ← 2010    | 2024 →  |
| 5. November   | Priestewitz | Manuela Gajewi  | Gajewi      | 84,1            |             |                 | ← 2010    | 2024 →  |

### Landkreis Nordsachsen
Im Landkreis Nordsachsen fanden in zwei Kommunen Wahlen statt. Diese sind im Folgenden aufgelistet. In keiner Kommune waren zwei Wahlgänge notwendig. Das entscheidende Wahlergebnis ist markiert.
Gewählte Bewerber:
- CDU: 2
- Amtsinhaber wiedergewählt: 1
- Amtsinhaber abgewählt: 1
- Amtsinhaber nicht angetreten: 0

Namen von Amtsinhabern sind fett ausgezeichnet.
| Wahltermin | Gemeinde    | Bewerber         | Vorschlag      | Ergebnis (in %) | vorherige | nächste |
| ---------- | ----------- | ---------------- | -------------- | --------------- | --------- | ------- |
| 12. März   | Doberschütz | Roland Märtz     | CDU            | 53,7            | ← 2010    | 2024 →  |
| 12. März   | Doberschütz | Sebastian Vieweg | Vieweg         | 46,3            | ← 2010    | 2024 →  |
| 14. Mai    | Schkeuditz  | Jörg Enke        | FW, Linke, SPD | 39,7            | ← 2010    | 2024 →  |
| 14. Mai    | Schkeuditz  | Rayk Bergner     | CDU            | 60,3            | ← 2010    | 2024 →  |

### Landkreis Sächsische Schweiz-Osterzgebirge
Im Landkreis Sächsische Schweiz-Osterzgebirge fanden in zwei Kommunen Wahlen statt. Diese sind im Folgenden aufgelistet. In keiner Kommune waren zwei Wahlgänge notwendig. Das entscheidende Wahlergebnis ist markiert.
Gewählte Bewerber:
- CDU: 1
- Einzelbewerber/Bürgerinitiativen: 1
- Amtsinhaber wiedergewählt: 2
- Amtsinhaber abgewählt: 0
- Amtsinhaber nicht angetreten: 0

Namen von Amtsinhabern sind fett ausgezeichnet.
| Wahltermin | Gemeinde  | Bewerber          | Vorschlag | Ergebnis (in %) | vorherige | nächste |
| ---------- | --------- | ----------------- | --------- | --------------- | --------- | ------- |
| 15. Januar | Pirna     | Klaus-Peter Hanke | Hanke     | 60,5            | ← 2009/10 | 2023 →  |
| 15. Januar | Pirna     | Ina Hütter        | CDU       | 6,6             | ← 2009/10 | 2023 →  |
| 15. Januar | Pirna     | Tim Lochner       | Lochner   | 32,9            | ← 2009/10 | 2023 →  |
| 19. März   | Wilsdruff | Ralf Rother       | CDU       | 77,7            | ← 2010    | 2024 →  |
| 19. März   | Wilsdruff | Tobias Fuchs      | AfD       | 22,3            | ← 2010    | 2024 →  |

### Vogtlandkreis
Im Vogtlandkreis fanden in zwei Kommunen Wahlen statt. Diese sind im Folgenden aufgelistet. In keiner Kommune waren zwei Wahlgänge notwendig. Das entscheidende Wahlergebnis ist markiert.
Gewählte Bewerber:
- Einzelbewerber/Bürgerinitiativen: 2
- Amtsinhaber wiedergewählt: 1
- Amtsinhaber abgewählt: 0
- Amtsinhaber nicht angetreten: 1

Namen von Amtsinhabern sind fett ausgezeichnet.
| Wahltermin    | Gemeinde     | Bewerber           | Vorschlag        | Ergebnis (in %) | vorherige | nächste |
| ------------- | ------------ | ------------------ | ---------------- | --------------- | --------- | ------- |
| 5. Februar    | Muldenhammer | Jürgen Mann        | FWM              | 61,4            | ← 2010    | 2024 →  |
| 5. Februar    | Muldenhammer | René Standke       | AfD              | 8,8             | ← 2010    | 2024 →  |
| 5. Februar    | Muldenhammer | Wolfgang Schädlich | Schädlich        | 29,8            | ← 2010    | 2024 →  |
| 24. September | Theuma       | Ulrich Sörgel      | Sörgel           | 92,1            | ← 2014    | 2022 →  |
| 24. September | Theuma       | Einzelvorschläge   | Einzelvorschläge | 7,9             | ← 2014    | 2022 →  |

### Landkreis Zwickau
Im Landkreis Zwickau fanden in fünf Kommunen Wahlen statt. Diese sind im Folgenden aufgelistet. In zwei Kommunen war ein zweiter Wahlgang notwendig. Das entscheidende Wahlergebnis ist markiert.
Gewählte Bewerber:
- CDU: 2
- Einzelbewerber/Bürgerinitiativen: 3
- Amtsinhaber wiedergewählt: 2
- Amtsinhaber abgewählt: 1
- Amtsinhaber nicht angetreten: 2

Namen von Amtsinhabern sind fett ausgezeichnet.
| 1. Wahlgang   | 1. Wahlgang       | 1. Wahlgang        | 1. Wahlgang      | 1. Wahlgang     | 2. Wahlgang | 2. Wahlgang     | vorherige | nächste |
| Wahltermin    | Gemeinde          | Bewerber           | Vorschlag        | Ergebnis (in %) | Wahltermin  | Ergebnis (in %) | vorherige | nächste |
| ------------- | ----------------- | ------------------ | ---------------- | --------------- | ----------- | --------------- | --------- | ------- |
| 5. Februar    | Lichtentanne      | Alexander Keßler   | CDU              | 28,2            | 5. März     | n. k.           | ← 2010    | 2024 →  |
| 5. Februar    | Lichtentanne      | Tino Obst          | Obst             | 36,8            | 5. März     | 51,5            | ← 2010    | 2024 →  |
| 5. Februar    | Lichtentanne      | Dr. Frank Herwig   | SPD              | 35,0            | 5. März     | 48,5            | ← 2010    | 2024 →  |
| 21. Mai       | Crimmitschau      | Holm Günther       | FÜR CRIMMITSCHAU | 41,2            | 11. Juni    | 43,5            | ← 2010    | 2024 →  |
| 21. Mai       | Crimmitschau      | André Raphael      | CDU              | 40,4            | 11. Juni    | 44,9            | ← 2010    | 2024 →  |
| 21. Mai       | Crimmitschau      | Kevin Scheibel     | Linke            | 18,4            | 11. Juni    | 11,6            | ← 2010    | 2024 →  |
| 6. August     | Neukirchen/Pleiße | Ines Liebald       | CDU              | 98,8            |             |                 | ← 2010    | 2024 →  |
| 6. August     | Neukirchen/Pleiße | Einzelvorschläge   | Einzelvorschläge | 1,2             |             |                 | ← 2010    | 2024 →  |
| 24. September | Gersdorf          | Steffen Kretschmar | KWG              | 41,8            |             |                 | ← 2013    | 2024 →  |
| 24. September | Gersdorf          | Erik Seidel        | Seidel           | 58,2            |             |                 | ← 2013    | 2024 →  |
| 24. September | Langenweißbach    | Jens Wächtler      | UWG              | 98,8            |             |                 | ← 2010    | 2024 →  |
| 24. September | Langenweißbach    | Einzelvorschläge   | Einzelvorschläge | 1,2             |             |                 | ← 2010    | 2024 →  |

## Belege
1. ↑  Allgemeine Statistik der Bürgermeisterwahlen 2001-2018. Abgerufen am 3. November 2023.